# Estación de Vauderens
La estación de Vauderens es una estación ferroviaria de la localidad suiza de Vauderens, perteneciente a la comuna suiza de Ursy, en el Cantón de Friburgo.

## Historia y situación
La estación de Vauderens fue inaugurada en el año 1862 con la puesta en servicio del tramo Lausana - Friburgo de la línea Lausana - Berna.
Se encuentra ubicada en el centro del núcleo urbano de Vauderens. Cuenta con dos andenes laterales a los que acceden dos vías pasantes.
En términos ferroviarios, la estación se sitúa en la línea Lausana - Berna. Sus dependencias ferroviarias colaterales son la estación de Oron hacia Lausana y la estación de Siviriez en dirección Berna.

## Servicios ferroviarios
Los servicios ferroviarios de esta estación están prestados por SBB-CFF-FFS:

### Regionales
- R Romont - Palézieux. Solo opera en las franjas de hora punta de lunes a viernes, circulando por las mañanas hacia Palézieux y por las tardes hacia Romont. Para en todas las estaciones y apeaderos del tramo. En Palézieux se puede continuar viaje a Lausana mediante un RegioExpress, sucediendo lo mismo en el trayecto inverso.